# Толстиков, Павел Фёдорович
Па́вел Фёдорович То́лстиков (26 октября 1904 — 26 апреля 1985) — советский военачальник, участник Великой Отечественной войны, в 1944—1947 годах командир 1-й гвардейской стрелковой Московско-Минской Краснознамённой ордена Суворова дивизии 11-й гвардейской армии 3-го Белорусского фронта, гвардии генерал-майор (29.04.1945), Герой Советского Союза (5.05.1945).

## Молодость и довоенная служба
Родился 26 октября 1904 года в городе Борисов ныне Минской области Белоруссии. Белорус. Работал чернорабочим на стеклозаводе «Коминтерн» в Борисове, на деревообрабатывающей фабрике «Роза Люксембург».
Служил в Красной Армии с ноября 1926 года. Окончил полковую школу 4-го стрелкового полка 2-й Белорусской стрелковой дивизии Белорусского военного округа в 1927 году, затем служил в этом полку командиром отделения. Когда в ноябре 1928 года окончился срок срочной службы П. Толстикова, он написал рапорт об оставлении его на сверхсрочную службу и продолжил служить помощником командира взвода в этом полку. В сентябре 1929 года направлен на учёбу. Окончил в 1930 году Киевскую пехотную школу имени С. С. Каменева, после чего командовал взводом в том же 4-м стрелковом полку. С декабря 1931 года служил в 5-м стрелковом полку этой же дивизии: помощник командира роты по политической части, с февраля 1933 — командир и политрук стрелковой роты, с января 1935 — командир батальона 4-го стрелкового полка, с ноября 1935 — начальник штаба полка. Во время службы в 2-й стрелковой дивизии окончил также курсы подготовки командиров рот — единоначальников при 1-й Советской объединённой военной школе имени ВЦИК в Москве.  
Принимал участие в освободительном походе РККА в Западную Белоруссию в сентябре 1939 года. С апреля 1941 года — начальник оперативного отделения штаба 27-й стрелковой дивизии 3-й армии Западного Особого военного округа.

## Великая Отечественная война
Участник Великой Отечественной войны с 22 июня 1941 года. В прежней должности воевал на Западном фронте, участник приграничного оборонительного сражения в Белоруссии в 1941 году. Попав под мощный удар противника западнее Гродно в первые часы войны, дивизия была отброшена на рубеж реки Щара и при попытке организовать там оборону попала в окружение. К 29 июня дивизия как соединение перестала существовать, остатки её разрозненными группами долго выходили из окружения. С одной из таких групп вышел к своим и майор П. Толстиков.
С октября 1941 года — начальник оперативного отдела штаба 134-й стрелковой дивизии Западного фронта, участвовал в битве за Москву (дивизия с боями отходила от Вязьмы и Гжатска к Наро-Фоминску). С ноября 1941 года — старший помощник начальника оперативного отдела штаба 33-й армии Западного фронта, участвовал в Можайско-Малоярославецкой оборонительной операции и в контрнаступлении под Москвой. В ходе Ржевско-Вяземской наступательной операции армия прорвала немецкий фронт и вышла на ближние подступы к Вязьме, где попала в окружение. С 30 января по 20 апреля 1942 года майор Толстиков находился в окружении вместе с командующим армией генерал-лейтенантом М. Г. Ефремовым. После гибели командарма группе майора Толстикова вновь удалось прорваться к своим. Ещё будучи в окружении, по представлению командующего армией он был награждён орденом Красной Звезды, а уже в мае 1942 года назначен с повышением заместителем начальника штаба 33-й армии. Участвовал на этом посту в Ржевско-Вяземской наступательной операции 1943 года.
С марта 1943 года — начальник штаба 5-й гвардейской стрелковой дивизии 33-й армии (в мае дивизию передали в 11-ю гвардейскую армию) на Западном, Центральном, Брянском, 1-м Прибалтийском фронтах. Участник Курской битвы, Орловской, Брянской, Городокской наступательных операций. 
С конца декабря 1943 года — начальник штаба 16-го гвардейского стрелкового корпуса, с которым участвовал в Витебской операции.
С 8 марта 1944 года и до Победы — командир 1-й гвардейской стрелковой Московской дивизии 11-й гвардейской армии 1-го Прибалтийского фронта. В конце мая дивизию в составе армии передали на 3-й Белорусский фронт, где она отлично действовала в ходе Белорусской стратегической наступательной операции (Витебско-Оршанская, Минская, Вильнюсская фронтовые операции). Там дивизия прорвала мощную немецкую оборону южнее Витебска и участвовала в его штурме, форсировала Березину и Днепр и участвовала в броске на Минск, ворвавшись в город первой из стрелковых соединений. Довелось Павлу Толстикову освобождать от оккупантов и свой родной Борисов. За эту операцию дивизия получила почётное наименование «Минская» и была награждена орденом Суворова, награждён этим орденом был и её командир. С конца июля по начало сентября полковник Толстиков находился в госпитале, после возвращения к командованию дивизией участвовал в Гумбиннен-Гольдапской наступательной операции. 
Командир 1-й гвардейской стрелковой дивизии 11-й гвардейской армии 3-го Белорусского фронта гвардии генерал-майор П. Ф. Толстиков проявил особые отличия в Восточно-Прусской наступательной операции. Дивизия прорвала несколько оборонительных рубежей и укреплённых районов, овладела городами Альтенберг и Людвигсорт, участвовала в штурме Кёнигсберга. В конце апреля 1945 года дивизия участвовала в Земландской операции и в штурме города-крепости и военно-морской базы Пиллау.   
Указом Президиума Верховного Совета СССР от 5 мая 1945 года гвардии генерал-майору Толстикову Павлу Фёдоровичу присвоено звание Героя Советского Союза с вручением ордена Ленина и медали «Золотая Звезда» (№ 5375). А 1-я гвардейская стрелковая дивизия под его командованием получила новые награды — орден Ленина и орден Кутузова 2-й степени.

## Послевоенная служба
После войны продолжал службу в Советской Армии, командуя до октября 1947 года 1-й гвардейской мотострелковой Пролетарской Московско-Минской дивизией (дивизия входила в состав Особого и Прибалтийского военных округов). В 1948 году он окончил курсы усовершенствования командиров стрелковых дивизий при Военной академии имени М. В. Фрунзе. С 1949 по сентябрь 1952 года — командир 6-й стрелковой дивизии имени Маршала Советского Союза Ф. И. Толбухина в Закавказском военном округе. Затем его вновь направили учиться, он окончил Высшие академические курсы при Высшей военной академии имени К. Е. Ворошилова. С августа 1953 года — командир 95-й гвардейской стрелковой дивизии в Центральной группе войск. С июля 1954 года исполнял должность начальника ПВО Центральной группы войск. С августа 1955 года — заместитель генерал-инспектора Инспекции стрелковых войск Главной инспекции Министерства обороны СССР. С июня 1957 года генерал-майор П. Ф. Толстиков — в запасе. 
Жил в Москве. Работал в Совете Советского комитета ветеранов войны.
Умер 26 апреля 1985 года. Похоронен на Митинском кладбище.

## Награды и звания
- Герой Советского Союза (5.05.1945);
- два ордена Ленина (5.05.1945, ...);
- пять орденов Красного Знамени (17.08.1943, 3.01.1944, 9.10.1944, ...);
- орден Суворова 2-й степени (4.07.1944);
- орден Кутузова 2-й степени (19.04.1945);
- орден Отечественной войны 1-й степени (11.03.1985);
- орден Отечественной войны 2-й степени (24.01.1943);
- два ордена Красной Звезды (9.03.1942, 3.11.1944);
- медали;
- почётный гражданин города Борисов (1969).

## Память
Именем Героя названы улицы в Борисове и Калининграде.